# Virna Lisi
Virna Lisi, nome d'arte di Virna Pieralisi (Ancona, 8 novembre 1936 – Roma, 18 dicembre 2014), è stata un'attrice italiana.
Ha ottenuto quattro David di Donatello, sei Nastri d'argento, un Globo d'oro e tre Grolle d'oro, oltre a due premi onorari: una Grolla d'oro e un Ciak d'oro alla carriera.
Nel contesto internazionale ha ottenuto un Prix d'interprétation féminine al Festival di Cannes 1994 per il ruolo di Caterina de' Medici in La Regina Margot, che le è pure valso, prima interprete non francese della storia, un Premio César per la migliore attrice non protagonista.
Ha recitato anche a Hollywood, esordendo accanto a Jack Lemmon in Come uccidere vostra moglie nel 1965. È poi apparsa con Tony Curtis e George C. Scott in Due assi nella manica e con Frank Sinatra e Anthony Franciosa in U-112 assalto al Queen Mary, oltre che in due film con Anthony Quinn, Il segreto di Santa Vittoria (film premiato con il Golden Globe come miglior film commedia o musicale) diretto da Stanley Kramer, e La 25ª ora.

## Biografia

### I primi anni
Virna Lisi nacque ad Ancona. Il nome di Virna Pieralisi avrebbe dovuto essere Siria; tuttavia l'ufficiale dello stato civile lo rifiutò, poiché la Siria non era una nazione alleata dell'Italia e poi quando nacque lei la normativa allora vigente impediva l'uso di alcuni tipi di nomi, tra cui quelli geografici. Il padre inventò su due piedi il nome Virna, scoprendo solo dopo che si trattava di un nome realmente esistente; aveva un fratello e una sorella minori, Ubaldo ed Esperia. Dopo aver vissuto la sua infanzia a Jesi, suo padre Dario, commerciante di piastrelle di marmo, si trasferì per motivi di lavoro a Roma con tutta la famiglia.
Qui Virna fu scoperta dal cantante e attore Giacomo Rondinella (amico di famiglia dei Pieralisi), che la presentò al produttore cinematografico Antonio Ferrigno. Ferrigno la impegnò con un contratto quando Virna aveva 17 anni, nonostante l'iniziale contrarietà di suo padre. Cominciò così a muovere i primi passi nel cinema adottando lo pseudonimo Virna Lisi; nella prima metà degli anni cinquanta recitò con ruoli di rilievo in numerosi film del filone "strappalacrime", allora molto in voga tra il pubblico sebbene malvisto dalla critica cinematografica dell'epoca (che solo a partire dagli anni settanta inizierà a rivalutare in positivo queste pellicole, coniando il termine neorealismo d'appendice per riferirvici), diretti da registi specialisti di questo genere come Carlo Borghesio, Giorgio Pastina e Luigi Capuano. Grazie alla classe e al portamento, a inizio carriera fu anche modella, posando per lo stilista Vincenzo Ferdinandi.

Virna Lisi con Turi Pandolfini in Luna nova (1955) di Luigi Capuano, uno dei vari film strappalacrime che interpretò ad inizio carriera

Fu poi scritturata per commedie di successo come Le diciottenni (1955) di Mario Mattoli (remake di un film del 1941, Ore 9: lezione di chimica, sempre di Mattoli e interpretato da Alida Valli e Irasema Dilian), di cui fu protagonista accanto a Marisa Allasio.
L'anno successivo riuscì a dare prova delle sue capacità drammatiche in La donna del giorno (1956) di Francesco Maselli, in cui interpretò una ragazza che si affaccia al successo grazie alla pubblicità, pagandone le conseguenze. Due anni dopo, proprio grazie a una pubblicità, le arrivò la grande popolarità: il dentifricio Chlorodont la scelse infatti per interpretare i propri spot all'interno della storica rubrica televisiva Carosello, il cui slogan, Con quella bocca può dire ciò che vuole, ottenne molto successo e lo slogan divenne un tormentone di quegli anni.
Nel 1957 interpretò Elizabeth Bennet nello sceneggiato della Rai Orgoglio e pregiudizio, basato sull'omonimo romanzo di Jane Austen, diretto da Daniele D'Anza e interpretato accanto a Franco Volpi ed Enrico Maria Salerno. Nel 1959 interpretò la contessa Virginia Oldoini di Castiglione in un altro storico sceneggiato televisivo Rai: Ottocento, con Sergio Fantoni e Lea Padovani, diretto da Anton Giulio Majano, che, sempre nel 1959, la diresse anche al cinema come protagonista del melodramma in costume Il padrone delle ferriere, in cui recitò accanto ad Antonio Vilar.

### La prima metà degli anni sessanta

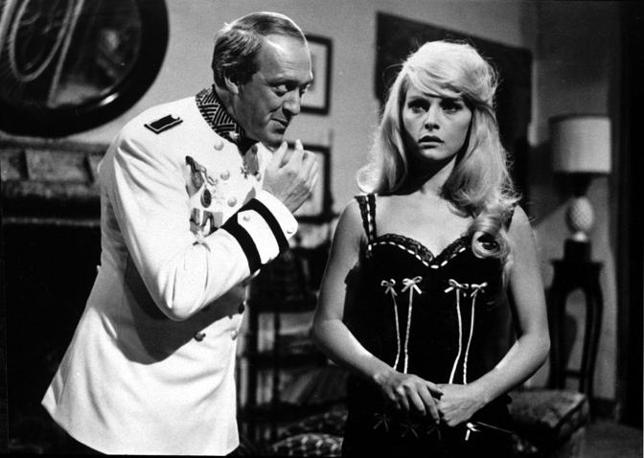
Virna Lisi con Raimondo Vianello in una scena del film Il giorno più corto (1962) di Sergio Corbucci

Dopo un breve ritiro dalle scene a seguito del matrimonio, nel 1961 ricomincia dalla televisione dove recitò in alcuni dei più seguiti sceneggiati Rai dell'epoca, come Il caso Maurizius, Cenerentola e Una tragedia americana, rispettivamente tratti dalle omonime opere di Jakob Wassermann, Charles Perrault e Theodore Dreiser.
Dopo il successo ottenuto con gli sceneggiati, la Lisi tornò anche al cinema, dove fu protagonista di numerose commedie all'italiana di successo come Sua Eccellenza si fermò a mangiare di Mario Mattoli, in cui affiancò Totò, Ugo Tognazzi e Raimondo Vianello; Un militare e mezzo di Steno, con Aldo Fabrizi, Renato Rascel e un giovanissimo Terence Hill, qui ancora accreditato con il suo vero nome, Mario Girotti; Il giorno più corto di Sergio Corbucci, in un cast che comprendeva in tutto 88 attori, tra cui Franco e Ciccio.
Nello stesso periodo recitò anche in numerosi spettacoli teatrali, diretta da grandi nomi del teatro italiano come Giorgio Strehler e Luigi Squarzina.
Cominciò a lavorare anche in diversi film francesi, ottenendo così molto successo e apprezzamento anche in Francia, recitando in Eva (1962) di Joseph Losey, in cui lavorò assieme a Jeanne Moreau e Stanley Baker, Il delitto Dupré e Il Tulipano Nero entrambi diretti da Christian-Jaque (il secondo interpretato insieme ad Alain Delon), e in un film della saga dell'agente segreto Francis Coplan (versione francese di James Bond) Agente Coplan: missione spionaggio di Maurice Labro.
Nello stesso periodo rifiutò proprio la parte della Bond girl nel film A 007, dalla Russia con amore (1963) al fianco di Sean Connery, parte che venne assegnata a un'altra attrice italiana, Daniela Bianchi. L'attrice ha dichiarato in seguito di essersi pentita di aver rifiutato la parte.

### La seconda metà degli anni sessanta: gli anni a Hollywood

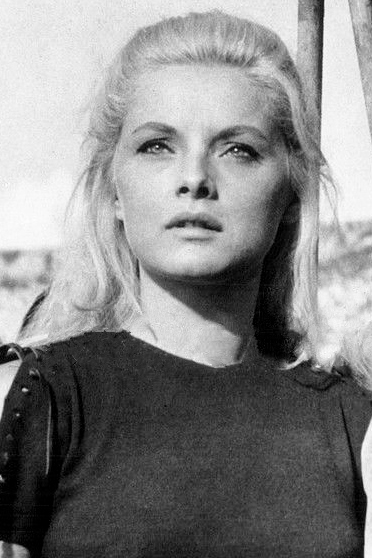
Virna Lisi in Romolo e Remo (1961) di Sergio Corbucci

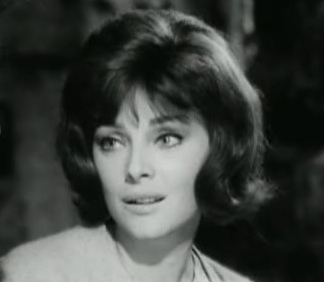
Virna Lisi in una scena del film Signore & signori (1966) di Pietro Germi

Dalla metà del decennio cominciò a comparire anche in pellicole d'autore e uno dei suoi ruoli più significativi fu quello di Milena, la cassiera del bar per cui perde la testa il ragionier Osvaldo Bisigato, interpretato da Gastone Moschin, in Signore & signori (1966) di Pietro Germi, film premiato con la Palma d'oro al Festival di Cannes del 1966.
Al pari di altre note attrici italiane come Claudia Cardinale e Sylva Koscina, nello stesso periodo venne chiamata a Hollywood, dove le major cinematografiche americane stavano cercando di lanciare una possibile erede di Marilyn Monroe. Notata da alcuni produttori americani durante le riprese del film Il tulipano nero, la Lisi firmò un prestigioso contratto in esclusiva di sette anni con la Paramount e si trasferì dunque a Los Angeles. Il suo primo film hollywoodiano fu nel 1965 la commedia Come uccidere vostra moglie di Richard Quine, interpretato accanto a Jack Lemmon, Terry-Thomas e Claire Trevor, che ottenne un grande successo (fu il maggiore incasso americano della stagione 1965-1966): rimase negli annali, all'inizio del film, la scena in cui la Lisi usciva all'improvviso dalla torta di una rumorosa festa di addio al celibato, e con indosso solo un bikini coperto di panna montata. Apparve poi in Due assi nella manica di Norman Panama, con Tony Curtis e George C. Scott, e U-112 assalto al Queen Mary di Jack Donohue, con Frank Sinatra e Anthony Franciosa, entrambi film del 1966 e di buon successo. Sembrava l'inizio di una sfolgorante carriera negli Stati Uniti, ma la Paramount e lo star system hollywoodiano imposero alla Lisi regole troppo restrittive, di fatto relegandola allo stereotipo della pin-up: bionda platinata, sexy e un po' svampita, in cui l'attrice marchigiana non si sentiva affatto realizzata e valorizzata come interprete.
Nel 1968 le fu assegnato il ruolo della protagonista nel film Barbarella diretto da Roger Vadim, ma la Lisi, riluttante all'idea di dover apparire vestita solo con un succinto bikini per l'intera durata della pellicola, si rifiutò d'interpretarlo e tornò in Italia, rescindendo il contratto con la Paramount (per cui dovette pagare una cospicua penale) dopo appena tre anni e altrettanti film realizzati; quel ruolo fu poi assegnato a Jane Fonda, all'epoca attrice agli esordi e non ancora famosa. Nello stesso periodo rifiutò pure di apparire nuda sulla copertina dell'edizione statunitense di Playboy. Fu proprio durante la sua parentesi hollywoodiana che Frank Sinatra (con il quale l'attrice aveva girato un film nel 1966) s'innamorò di lei, ma la Lisi, che all'epoca era sposata nonché madre di un bambino di 4 anni, rifiutò nettamente le sue avance.

### Anni settanta e ottanta: successo di critica e pubblico

Virna Lisi ne Al di là del bene e del male (1978) di Liliana Cavani

Virna Lisi ne La cicala (1980) di Alberto Lattuada

Tornata a Roma alla fine degli anni sessanta, riprese a lavorare a pieno ritmo, accanto ad attori famosi e alternando ruoli brillanti e drammatici, in vari film girati in Italia, Francia, Germania, Gran Bretagna e anche in alcune produzioni hollywoodiane girate in Europa, come ad esempio La ragazza e il generale (1967) di Pasquale Festa Campanile con Rod Steiger, Il segreto di Santa Vittoria (1969), accanto ad Anthony Quinn, Anna Magnani e Giancarlo Giannini e diretto da Stanley Kramer (vincitore nel 1970 del Golden Globe come miglior film commedia o musicale), L'albero di Natale (1969) di Terence Young, in cui ebbe come partner William Holden, La statua (1971) di Rodney Amateau, con David Niven, Terry Gilliam e John Cleese, Giuochi particolari (1970) di Franco Indovina con Timothy Dalton, Il serpente (1973) diretto da Henri Verneuil in cui affiancò Yul Brynner ed Henry Fonda, e Barbablù (1972) di Edward Dmytryk, in cui recitò accanto a Richard Burton.
Nella metà degli anni settanta tuttavia, dopo aver interpretato, accanto a Franco Nero, il ruolo di Suor Evangelina nei film Zanna Bianca (1973) e Il ritorno di Zanna Bianca (1974), diretti da Lucio Fulci, e l'episodio La Canarina assassinata dello sceneggiato televisivo Philo Vance (1974), prodotto dalla Rai e interpretato accanto a Giorgio Albertazzi, decise di diradare gli impegni di lavoro per dedicarsi maggiormente alla famiglia.
Tornò pienamente in attività alla fine dello stesso decennio, interpretando una serie di ruoli più maturi e impegnativi che la fecero balzare agli onori della critica cinematografica (fino a quel momento abbastanza tiepida nei suoi confronti), nei quali rivelò una straordinaria capacità d'interprete, senza mostrare alcun disagio nell'apparire invecchiata e, spesso, imbruttita per esigenze di copione: nel 1977 recitò la parte di Elisabeth Nietzsche in Al di là del bene e del male di Liliana Cavani, accanto a Robert Powell, Erland Josephson e Dominique Sanda. «La Cavani mi ha spenta e ingrigita per il ruolo della sorella di Nietzsche», dirà l'attrice, «Era il 1977 e solo allora, dopo più di vent'anni di mestiere, la critica si accorse che sapevo recitare. Fui definita "una rivelazione, inaspettata, sorprendente"». Grazie a questa interpretazione ricevette il Nastro d'argento come miglior attrice non protagonista e la Grolla d'oro alla migliore attrice.
Successivamente prese parte al film Ernesto (1979) di Salvatore Samperi, interpretando la madre del protagonista, seguito da Bugie bianche di Stefano Rolla in cui fu affiancata da Max von Sydow, e La cicala (1980) di Alberto Lattuada, accanto ad Anthony Franciosa, Clio Goldsmith, Renato Salvatori e un'esordiente Barbara De Rossi. Quest'ultimo film le valse un David di Donatello come migliore attrice protagonista e una seconda Grolla d'oro alla migliore attrice, conferitole per la sua interpretazione di Wilma Malinverni. Per sostenere questo ruolo l'attrice fu costretta a ingrassare di sette chili.

Virna Lisi in Sapore di mare (1982) di Carlo Vanzina

Virna Lisi e Michel Serrault in Buon Natale... buon anno (1989) di Luigi Comencini

Nel 1982 tornò a girare un film a Hollywood, prendendo parte alla commedia La donna giusta con William Tepper, diretta da Paul Williams. Nel 1983 fu tra i protagonisti del film cult Sapore di mare di Carlo Vanzina, in cui interpretò Adriana Balestra, un'affascinante quarantenne che ammalia involontariamente uno dei giovani protagonisti. Questa interpretazione le fece vincere sia il David di Donatello sia il Nastro d'argento come miglior attrice non protagonista. L'anno seguente fu la volta di Amarsi un po'..., anch'esso diretto da Carlo Vanzina. Rifiutò, a causa di altri impegni lavorativi, il ruolo della madre della giovane protagonista in Acqua e sapone di Carlo Verdone, che fu poi interpretata da Florinda Bolkan.
Nel 1987 prese parte al suo ultimo film americano, I Love N.Y., diretto da Alan Smithee, con Christopher Plummer, Jerry Orbach e Scott Baio, e due anni dopo recitò nel film I ragazzi di via Panisperna (1989) di Gianni Amelio, nel quale interpretò la madre di Ettore Majorana, ricevendo ottime critiche. Nello stesso anno fu anche la protagonista della commedia Buon Natale... buon anno di Luigi Comencini, in cui fu affiancata da Michel Serrault, film per cui fu candidata sia al David di Donatello sia al Nastro d'argento (vincendo quest'ultimo) come miglior attrice protagonista.
Sempre durante gli anni ottanta, fu molto attiva anche in televisione, dove prese parte a molti sceneggiati e telefilm della Rai di grande successo: ...e la vita continua (1984) di Dino Risi, Cristoforo Colombo (1985) di Alberto Lattuada, Se un giorno busserai alla mia porta (1986) di Luigi Perelli, Cinema (1988) di Luigi Magni, E non se ne vogliono andare! (1988) di Giorgio Capitani e il seguito E se poi se ne vanno? (1989) diretto sempre da Giorgio Capitani (ne era stato annunciato dalla stessa Lisi, durante la cerimonia dei Telegatti del 1990, un terzo episodio, intitolato E se poi restiamo soli? che però non venne mai realizzato).

### Anni novanta e duemila
Gli anni novanta si aprirono per l'attrice con due miniserie televisive: la produzione internazionale I misteri della giungla nera (1991) di Kevin Connor con Kabir Bedi e Stacy Keach (di cui poi venne distribuita all'estero una riduzione cinematografica) e Passioni (1993) di Fabrizio Costa.
Nel 1994 interpretò Caterina de' Medici nel film francese La Regina Margot di Patrice Chéreau, che la scelse dopo avere scartato Giulietta Masina e dopo il rifiuto di Monica Vitti. Il regista, tuttavia, secondo la stessa Virna Lisi, non la riteneva adeguata al ruolo. Il film, tratto dal romanzo omonimo di Alexandre Dumas padre, fu presentato al Festival di Cannes, ottenendo il Premio della giuria e il Prix d'interprétation féminine, vinto proprio dall'attrice marchigiana. Per il film, del resto, Virna Lisi fece incetta di premi e riconoscimenti: fu candidata ai David di Donatello e vinse sia il Premio César (è stata la prima attrice non francese ad aggiudicarsi tale premio) sia il Nastro d'argento, in tutti e tre i casi concorrendo nella categoria riservata alla migliore attrice non protagonista.
Nel 1995 prese parte con un piccolo cammeo nel ruolo di sé stessa a un altro film francese: la commedia Cento e una notte, diretta da Agnès Varda. Tornò ancora a lavorare in Francia nel 1999 prendendo parte al film TV Balzac - Una vita di passioni, diretto da Josée Dayan ed andato in onda su TF1, il primo canale TV transalpino, ed in seguito trasmesso anche in Italia su Canale 5.
Nel 1996 tornò a recitare in Italia con un altro film tratto da un romanzo: questa volta un ruolo da protagonista in Va' dove ti porta il cuore di Cristina Comencini, basato sul best seller omonimo di Susanna Tamaro. Il film, ancora una volta, le valse un premio e una candidatura: la vittoria arrivò ai Nastri d'argento come miglior attrice protagonista, mentre fu solo rinviata di qualche minuto con la candidatura ai David di Donatello per la stessa categoria. La sconfitta per opera di Valeria Bruni Tedeschi nella categoria riservata alla migliore attrice protagonista dell'anno fu infatti compensata dalla consegna all'attrice di un premio speciale per il prestigio della sua carriera. Per il film l'attrice vinse anche un Globo d'oro alla miglior attrice assegnatole dalla stampa estera accreditata e operante in Italia.
Sempre nel 1996 tornò a recitare per la televisione: fino al 2001 prese parte a varie fiction di successo, trasmesse sia dalla Rai sia da Mediaset: Uno di noi (1996), Deserto di fuoco (1997), Cristallo di rocca (1999), Le ali della vita (2000) e Le ali della vita 2 (2001), Un dono semplice (2000), Piccolo mondo antico (2001), La memoria e il perdono (2001), Occhi verde veleno (2002), I ragazzi della via Pál (2003) e Il bello delle donne (2001-2003).
Nel 2002 tornò al cinema, ancora una volta in una pellicola diretta da Cristina Comencini, Il più bel giorno della mia vita, interpretato a fianco di Margherita Buy, Luigi Lo Cascio, Ricky Tognazzi e Sandra Ceccarelli e per questo film si aggiudicò il suo sesto Nastro d'argento.
Dopodiché l'attrice si dedicò nuovamente alla televisione con le fiction A casa di Anna (2004), Caterina e le sue figlie (composta da tre stagioni in onda rispettivamente nel 2005, nel 2007 e nel 2010), L'onore e il rispetto (2006), un'ospitata alla serata finale del Festival di Sanremo 2006 in cui premiò il vincitore della kermesse Povia, Donne sbagliate (2007), Fidati di me (2008), Il sangue e la rosa (2008), La donna che ritorna (2011), Baciamo le mani - Palermo New York 1958 (2013) e Madre, aiutami (2014).
Nel 2005 sarebbe dovuta tornare anche al cinema: aveva infatti ricevuto la proposta del regista Ferzan Özpetek d'interpretare un ruolo all'interno del suo film Cuore sacro, ma, a causa di impegni già presi precedentemente, l'attrice dovette rinunciare alla parte (che fu assegnata a Lisa Gastoni). Nel 2009 l'attrice ricevette il premio alla carriera ai David di Donatello. Paolo Genovese le offrì poi un ruolo all'interno del suo Immaturi, ma anche in questo caso, inconciliabile con altri impegni, non poté interpretarlo.

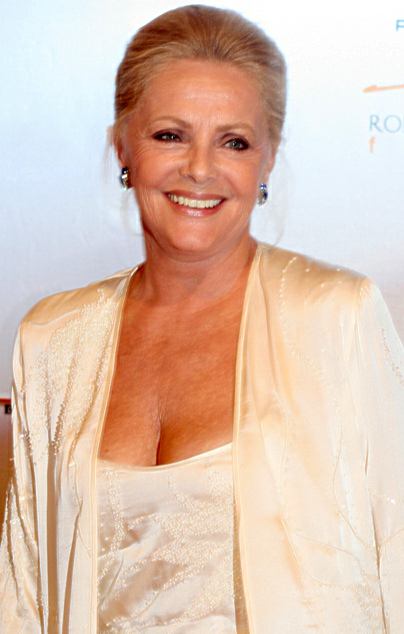
Virna Lisi al Roma Fiction Fest nel 2009

### Ultimi anni e morte
Il 21 settembre 2013 morì il marito, Franco Pesci, dopo 53 anni di matrimonio. Nel maggio del 2014, dopo dodici anni di assenza, Virna Lisi tornò su un set cinematografico nella commedia di Cristina Comencini Latin Lover. Il film, uscito dopo la sua scomparsa, rappresenta la sua ultima apparizione e le fu dedicato.
Avrebbe dovuto prendere parte alla realizzazione de Il bello delle donne... alcuni anni dopo, sequel della serie Il bello delle donne, prodotta da Mediaset, insieme a Claudia Cardinale e Massimo Bellinzoni, le cui riprese avrebbero dovuto svolgersi tra la fine del 2014 e i primi mesi del 2015, ma furono poi posticipate di oltre un anno. Tale sequel, in onda nel 2017, venne dedicato alla sua memoria. Sempre nel 2015 avrebbe dovuto prendere parte come protagonista, insieme a Gabriel Garko, a un'altra fiction Mediaset, Non è stato mio figlio, ruolo poi affidato a Stefania Sandrelli.
Morì nel sonno il 18 dicembre 2014, all'età di 78 anni, un mese dopo aver scoperto di avere un cancro ai polmoni. Il figlio Corrado rifiutò la camera ardente in Campidoglio offerta dall'allora sindaco di Roma, Ignazio Marino, preferendo i funerali in forma privata, nel rispetto della riservatezza che aveva sempre caratterizzato la Lisi nella sua vita privata. Il rito fu celebrato il 20 dicembre nella chiesa di San Roberto Bellarmino, nel quartiere Parioli, dove l'attrice abitava. È sepolta nel cimitero di Prima Porta di Roma, accanto al marito.

## Vita privata

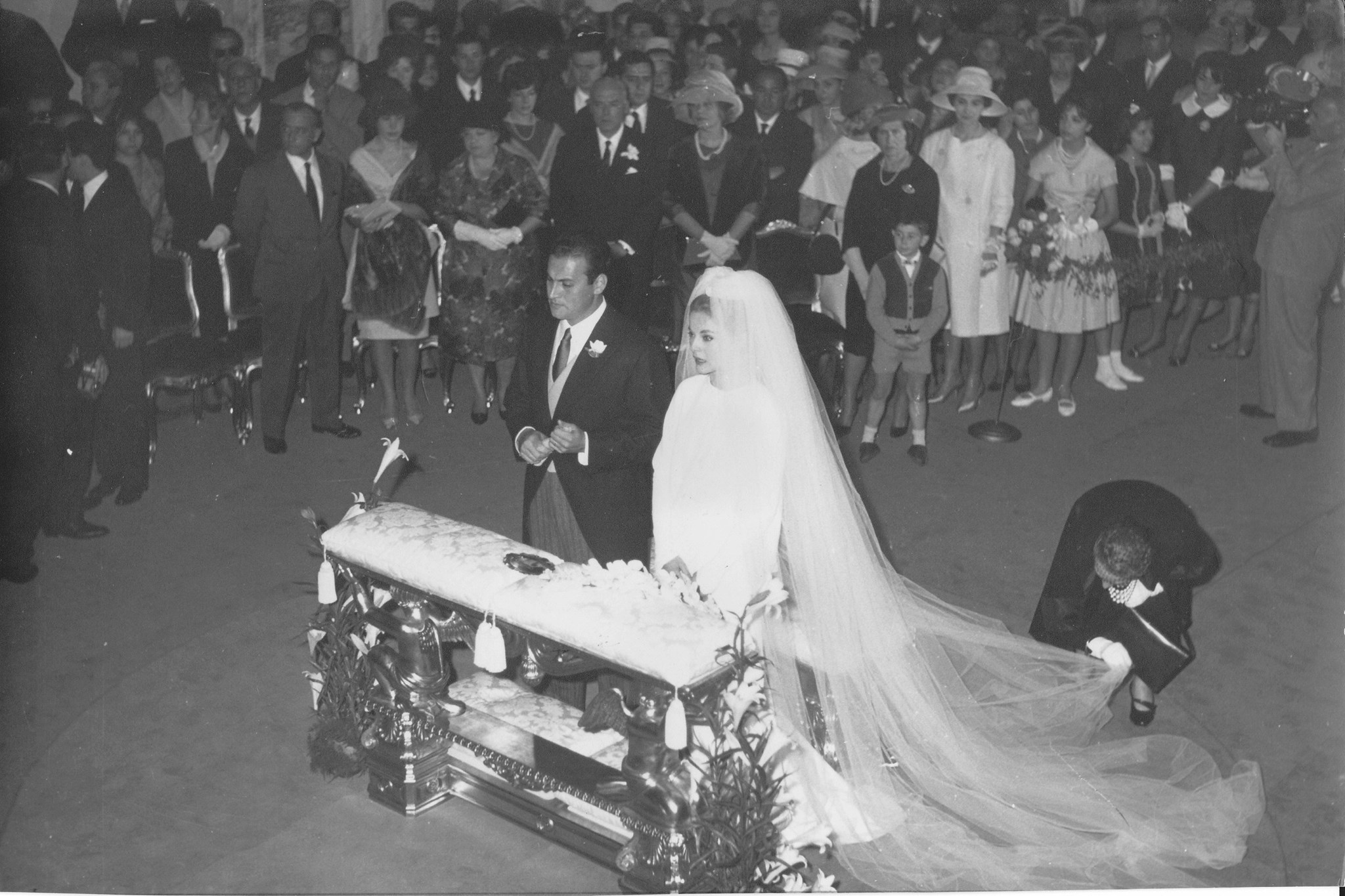
25 aprile 1960, le nozze di Virna Lisi con l'architetto Franco Pesci nella chiesa di San Cesareo de Appia a Roma

Il 25 aprile 1960, nella chiesa di San Cesareo de Appia a Roma, Virna Lisi sposò l'architetto romano Franco Pesci (1934-2013), allora consigliere d'amministrazione dell'A.S. Roma, da cui ebbe un figlio, Corrado (1962), che la rese nonna di tre nipoti: Franco (1994), Federico (1997) e Riccardo (2002). A seguito del matrimonio, l'attrice annunciò il suo ritiro dalle scene per dedicarsi alla famiglia, ma, dopo un anno, spinta anche dal marito, tornò in attività. 
Virna Lisi era molto legata al promontorio dell'Argentario, in modo particolare a Porto Ercole, dove aveva una residenza..

## Omaggi
- In sua memoria è nata la "Fondazione Virna Lisi" che ha istituito il Premio Virna Lisi, riconoscimento alla carriera assegnato ad attrici italiane che si sono distinte anche all'estero.
- Il gruppo rock argentino Sumo ha dedicato la canzone TV Caliente a Virna Lisi. È la quarta canzone del secondo album del gruppo, Llegando los monos. Fu composta da Luca Prodan, già ammiratore dell'attrice, dopo aver visto Il segreto di Santa Vittoria[23].
- Negli anni "americani" diventa icona di bellezza e Mel Ramos (pop-art) usa la sua immagine per il dipinto Virnaburger (1965), ora esposto nella collezione permanente del museo Berardo di Lisbona.
- Il 29 ottobre 2017 il comune di Ancona ha intitolato all'attrice il belvedere sottostante il monumento del Passetto[24].
- Nel 2019 viene realizzato un docu-film su di lei intitolato: Virna Lisi: oltre la bellezza, realizzato dalla regista Maria Tili, rientrante nel ciclo di documentari Illuminate, prodotto dalla Rai.
- Nel 2022 viene realizzato un secondo docu-film sull'attrice, prodotto da Sky Arte in collaborazione con la Fondazione Virna Lisi, LA7 e la Marche Film Commission, diretto da Fabrizio Corallo ed intitolato Virna Lisi, la donna che rinunciò ad Hollywood.

## Filmografia

### Cinema
- ...e Napoli canta!, regia di Armando Grottini (1953)
- Questa è la vita, regia di Aldo Fabrizi, Giorgio Pàstina, Mario Soldati e Luigi Zampa (1954)
- Desiderio 'e sole, regia di Giorgio Pastina (1954)
- Violenza sul lago, regia di Leonardo Cortese (1954)
- Lettera napoletana, regia di Giorgio Pastina (1954)
- La corda d'acciaio, regia di Carlo Borghesio (1954)
- Piccola santa, regia di Roberto Bianchi Montero (1954)
- Ripudiata, regia di Giorgio Walter Chili (1954)
- Il cardinale Lambertini, regia di Giorgio Pastina (1954)
- Il vetturale del Moncenisio, regia di Guido Brignone (1954)
- Addio, Napoli!, regia di Roberto Bianchi Montero (1955)
- Luna nova, regia di Luigi Capuano (1955)
- La rossa, regia di Luigi Capuano (1955)
- La piccola guerra (Les Hussards), regia di Alex Joffè (1955)
- Le diciottenni, regia di Mario Mattoli (1955)
- Lo scapolo, non accreditata, regia di Antonio Pietrangeli (1955)
- Vendicata!, regia di Giuseppe Vari (1956)
- La donna del giorno, regia di Citto Maselli (1956)
- Il conte di Matera, regia di Luigi Capuano (1957)
- Vite perdute, regia di Adelchi Bianchi e Roberto Mauri (1959)
- Il padrone delle ferriere, regia di Anton Giulio Majano (1959)
- Il mondo dei miracoli, regia di Luigi Capuano (1959)
- Caterina Sforza, la leonessa di Romagna, regia di Giorgio Walter Chili (1959)
- Un militare e mezzo, regia di Steno (1960)
- Sua Eccellenza si fermò a mangiare, regia di Mario Mattoli (1961)
- 5 marines per 100 ragazze, regia di Mario Mattoli (1961)
- Romolo e Remo, regia di Sergio Corbucci (1961)
- Eva, regia di Joseph Losey (1962)
- Il giorno più corto, regia di Sergio Corbucci (1963)
- Il delitto Dupré (Les Bonnes Causes), regia di Christian-Jaque (1963)
- Il tulipano nero (La Tulipe Noire), regia di Christian-Jaque (1964)
- Agente Coplan: missione spionaggio (Coplan prend des risques), regia di Maurice Labro (1964)
- Le bambole, episodio La telefonata, regia di Dino Risi (1965)
- Come uccidere vostra moglie (How to murder your Wife), regia di Richard Quine (1965)
- La donna del lago, regia di Luigi Bazzoni e Franco Rossellini (1965)
- Casanova '70, regia di Mario Monicelli (1965)
- Una vergine per il principe, regia di Pasquale Festa Campanile (1965)
- Oggi, domani, dopodomani, episodio L'ora di punta, regia di Eduardo De Filippo (1965)
- Made in Italy, episodio La donna, regia di Nanni Loy (1965)
- Signore & signori, regia di Pietro Germi (1966)
- U-112 assalto al Queen Mary (Assault on a Queen), regia di Jack Donohue (1966)
- Due assi nella manica (Not with my Wife, you Don't), regia di Norman Panama (1966)
- La ragazza e il generale, regia di Pasquale Festa Campanile (1967)
- La 25ª ora (La Vingt-cinquième heure), di Henri Verneuil (1967)
- Le dolci signore, regia di Luigi Zampa (1967)
- Arabella, regia di Mauro Bolognini (1967)
- Meglio vedova, regia di Duccio Tessari (1968)
- Tenderly, regia di Franco Brusati (1968)
- Se è martedì deve essere il Belgio (If It's Tuesday, This Must Be Belgium), regia di Mel Stuart (1969)
- L'albero di Natale (L'Arbre de Noël), regia di Terence Young (1969)
- Il segreto di Santa Vittoria (The Secret of Santa Vittoria), regia di Stanley Kramer (1969)
- Tempo di violenza, regia di Sergio Gobbi (1970)
- Giuochi particolari, regia di Franco Indovina (1970)
- La statua (The Statue), regia di Rod Amateau (1971)
- Il bel mostro (Un beau monstre), regia di Sergio Gobbi (1971)
- Roma bene, regia di Carlo Lizzani (1971)
- Improvvisamente una sera... un amore (Les galets d'Etretat), regia di Sergio Gobbi (1972)
- Barbablù (Bluebeard), regia di Edward Dmytryk (1972)
- Il serpente (Le Serpent), regia di Henri Verneuil (1973)
- Zanna Bianca, regia di Lucio Fulci (1973)
- Il ritorno di Zanna Bianca, regia di Lucio Fulci (1974)
- Al di là del bene e del male, regia di Liliana Cavani (1977)
- Ernesto, regia di Salvatore Samperi (1978)
- Bugie bianche, regia di Stefano Rolla (1979)
- La cicala, regia di Alberto Lattuada (1980)
- La donna giusta (Miss Right), regia di Paul Williams (1982)
- Sapore di mare, regia di Carlo Vanzina (1983)
- Amarsi un po'..., regia di Carlo Vanzina (1984)
- I Love N.Y., regia di Alan Smithee (1987)
- I ragazzi di via Panisperna, regia di Gianni Amelio (1988)
- Buon Natale... buon anno, regia di Luigi Comencini (1989)
- La regina Margot (La Reine Margot), regia di Patrice Chéreau (1994)
- Cento e una notte (Les cent et une nuits de Simon Cinéma), regia di Agnès Varda (1995)
- Va' dove ti porta il cuore, regia di Cristina Comencini (1996)
- Il più bel giorno della mia vita, regia di Cristina Comencini (2002)
- Latin Lover, regia di Cristina Comencini (2015)

### Televisione
- Orgoglio e pregiudizio, regia di Daniele D'Anza (1957) sceneggiato televisivo
- Leocadia, regia di Mario Ferrero (1958) sceneggiato televisivo
- Come le foglie, regia di Anton Giulio Majano (1958) Film TV
- Le pecore nere, episodi Daniel Boone e Don Giovanni, regia di Daniele D'Anza (1958) sceneggiato televisivo
- Formiche, regia di Giacomo Vaccari (1958) prosa televisiva
- Donne in ermellino, regia di Daniele D'Anza (1958) Film TV
- La cara ombra, di Jaques Deval, regia di Daniele D'Anza, trasmessa il 21 febbraio 1958.
- Ottocento, regia di Anton Giulio Majano (1959) sceneggiato televisivo
- I masnadieri, regia di Anton Giulio Majano (1959) sceneggiato televisivo
- Cieli alti, regia di Daniele D'Anza (1960) Film TV
- Cenerentola, regia di Stefano De Stefani (1961) sceneggiato televisivo
- Il caso Maurizius, regia di Anton Giulio Majano (1961) sceneggiato televisivo
- Una tragedia americana, regia di Anton Giulio Majano (1962) sceneggiato televisivo
- Philo Vance, episodio La canarina assassinata, regia di Marco Leto (1974) Miniserie TV
- ...e la vita continua, regia di Dino Risi (1984) Serie TV
- Cristoforo Colombo, regia di Alberto Lattuada (1985) Miniserie TV
- Se un giorno busserai alla mia porta, regia di Luigi Perelli (1986) Miniserie TV
- Cinema, regia di Luigi Magni (1988) Film TV
- E non se ne vogliono andare!, regia di Giorgio Capitani (1988) Film TV
- E se poi se ne vanno?, regia di Giorgio Capitani (1989) Film TV
- I misteri della giungla nera, regia di Kevin Connor (1991) Miniserie TV
- Passioni, regia di Fabrizio Costa (1993) Serie TV
- Uno di noi, regia di Fabrizio Costa (1996) Miniserie TV
- Deserto di fuoco, regia di Enzo G. Castellari (1997) Miniserie TV
- Cristallo di rocca, regia di Maurizio Zaccaro (1999) Film TV
- Balzac - Una vita di passioni (Balzac), regia di Josée Dayan (1999) Film TV
- Le ali della vita, regia di Stefano Reali (2000) Film TV
- Un dono semplice, regia di Maurizio Zaccaro (2000) Film TV
- Le ali della vita 2, regia di Stefano Reali (2001) Film TV
- Piccolo mondo antico, regia di Cinzia TH Torrini (2001) Miniserie TV
- Occhi verde veleno, regia di Luigi Parisi (2001) Miniserie TV
- La memoria e il perdono, regia di Giorgio Capitani (2001) Miniserie TV
- Il bello delle donne, regia di Maurizio Ponzi, Giovanni Soldati, Lidia Montanari e Luigi Parisi (2001-2003) Serie TV
- I ragazzi della via Pál, regia di Maurizio Zaccaro (2003) miniserie TV
- A casa di Anna, regia di Enrico Oldoini (2004) Miniserie TV
- Caterina e le sue figlie, regia di Fabio Jephcott (2005) Miniserie TV
- L'onore e il rispetto, regia di Salvatore Samperi (2006) Serie TV
- Donne sbagliate, regia di Monica Vullo (2007) Film TV
- Caterina e le sue figlie 2, regia di Vincenzo Terracciano e Luigi Parisi (2007) Miniserie TV
- Fidati di me, regia di Gianni Lepre (2008) Miniserie TV
- Il sangue e la rosa, regia di Luciano Odorisio e Luigi Parisi (2008) Miniserie TV
- Caterina e le sue figlie 3, regia di Fabio Jephcott (2010) Miniserie TV
- La donna che ritorna, regia di Gianni Lepre (2011) Miniserie TV
- Baciamo le mani - Palermo New York 1958, regia di Eros Puglielli (2013) Serie TV
- Madre, aiutami, regia di Gianni Lepre (2014) Miniserie TV

### Documentari
- Illuminate - Virna Lisi: oltre la bellezza, regia di Maria Tili (2019)
- Virna Lisi, la donna che rinunciò ad Hollywood, regia di Fabrizio Corallo (2022)

## Radio

### Varietà radiofonico Rai
- Spettacolo del mattino, condotto da Virna Lisi e Corrado, trasmesso il 3 settembre 1956.

## Partecipazione a Carosello
Virna Lisi ha partecipato ad alcune serie di sketch della rubrica pubblicitaria televisiva Carosello:
- nel 1957 per il Brandy Gran Senior delle distillerie Fabbri, con Erminio Spalla, Sylva Koscina, Dawn Addams, Luciana Peverelli, Nilla Pizzi, Sandra Milo, Isa Barzizza ed Emilio Schuberth; per lo shampoo Plix e la valigetta Oréal insieme a Mike Bongiorno, Renato Guttuso, Alberto Moravia, Rossana Rossanigo, May e Silvana Lazzarino;
- negli anni 1957 e 1958, per il dentifricio Chlorodont insieme a Enzo Garinei e Loris Gizzi;
- nel 1960 ancora per il dentifricio Chlorodont insieme a Ettore Conti e Raimondo Vianello;
- negli anni 1963 e 1964 insieme ad Alberto Michelini nuovamente per il dentifricio Chlorodont.

## Riconoscimenti
- David di Donatello
  - 1980 – Migliore attrice protagonista per La cicala
  - 1983 – Migliore attrice non protagonista per Sapore di mare
  - 1990 – Candidatura alla migliore attrice protagonista per Buon Natale... buon anno
  - 1995 – Candidatura alla migliore attrice non protagonista per La regina Margot
  - 1996 – Candidatura alla migliore attrice protagonista per Va' dove ti porta il cuore
  - 1996 – David speciale
  - 2009 – David di Donatello alla carriera
  - 2015 – Candidatura alla migliore attrice protagonista per Latin Lover
- Nastro d'argento
  - 1969 – Candidatura alla migliore attrice protagonista per Tenderly
  - 1978 – Migliore attrice non protagonista per Al di là del bene e del male
  - 1983 – Migliore attrice non protagonista per Sapore di mare
  - 1990 – Migliore attrice protagonista per Buon Natale... buon anno
  - 1995 – Migliore attrice non protagonista per La regina Margot
  - 1997 – Migliore attrice protagonista per Va' dove ti porta il cuore
  - 2002 – Migliore attrice non protagonista per Il più bel giorno della mia vita
- Bari International Film Festival
  - 2012 – Premio Fellini 8½ per l'eccellenza artistica[25]
- Ciak d'oro
  - 2002 – Premio alla carriera
- Festival di Cannes
  - 1994 – Prix d'interprétation féminine per La regina Margot
- Globo d'oro
  - 1996 – Migliore attrice per Va' dove ti porta il cuore
  - 2004 – Premio alla carriera
  - 2015 – Candidatura alla migliore attrice per Latin Lover
- Grolla d'oro
  - 1957 – Candidatura alla miglior attrice per La donna del giorno
  - 1966 – Candidatura alla miglior attrice per Signore & signori
  - 1968 – Candidatura alla miglior attrice per Arabella
  - 1969 – Candidatura alla miglior attrice per Tenderly
  - 1978 – Miglior attrice per Al di là del bene e del male
  - 1980 – Miglior attrice per La cicala
  - 2000 – Premio alla carriera
- Premio César
  - 1995 – Migliore attrice non protagonista per La regina Margot
- Taormina Film Fest
  - 1964 – Arancia d'oro alla miglior attrice
  - 2005 – Taormina Arte Awards

## Doppiatrici
In alcune occasioni l'attrice è stata doppiata da:
- Maria Pia Di Meo in Vite perdute, Il padrone delle ferriere, Il Tulipano Nero, Le bambole, Come uccidere vostra moglie, Arabella, La 25ª ora
- Miranda Bonansea in ...e Napoli canta!, Piccola santa, Il cardinale Lambertini
- Rita Savagnone in Un militare e mezzo, Meglio vedova
- Rosetta Calavetta in La corda d'acciaio
- Goliarda Sapienza in La donna del giorno
- Lydia Simoneschi in Caterina Sforza, la leonessa di Romagna
- Deddi Savagnone in Il giorno più corto
- Luisella Visconti in Made in Italy
- Marzia Ubaldi in Il ritorno di Zanna Bianca
- Carla Boni in La cicala (canto)
- Alba Cardilli in U-112 assalto al Queen Mary (ridoppiaggio)[26]

## Discografia

### Singoli
- 1976 – Finisce qui (con Anthony Quinn)